# Namhansanseong
Namhansanseong (literalmente "Fortaleza de la Montaña Han del sur") es un parque declarado Patrimonio de la Humanidad por la Unesco, situado a 480 m. sobre el nivel del mar, al sudeste de Seúl. Está situada en la Namhansan ("Montaña Han del Sur"), que contiene fortificaciones que datan del siglo XVII y varios templos. Se puede acceder a ella fácilmente desde Seúl mediante la estación de Namhansanseong de la línea 8 del Metro de Seúl.

## Historia
La tradición conecta Namhansanseong con Onjo, fundador de Baekje. En 672, se construyó una fortaleza llamada Jujangseong (Hanja: 晝長城) en el oeste de Namhansan para proteger Silla de la China Tang. Posteriormente la fortaleza se renombró Iljangseong (Hanja: 日長城). Los reyes Goryeo mantuvieron la fortaleza en buen estado como puesto defensivo para Gwangju, la capital provincial cercana.
La mayor parte de la fortaleza que existe en la actualidad data de la dinastía Joseon. La construcción de Seojangdae se planeó, desde 1624, cuando los manchúes amenazaban la dinastía Ming de China. En 1636, durante la segunda invasión manchú de Corea, el rey Injo de Joseon se refugió en la fortaleza en un desafortunado intento para desafiar la dominación del imperio Qing manchú de Hong Taiji, tras la primera invasión manchú de Corea en 1627. Huyó con su corte y 13 800 soldados a Namhansanseong. Allí fueron defendidos por una escolta de 3000 monjes luchadores. Los manchúes no podían tomar la fortaleza por asalto, pero tras 45 días de sitio se acabaron las provisiones en el interior, y el rey fue obligado a rendirse, dando a sus hijos como rehenes y cambiando la alianza de los Ming por la de los manchúes. Se erigió el Monumento de Samjeondo (Hanja: 三田渡碑) en la ruta sur de Seúl a Namhansanseong para conmemorar este suceso.
Después de que los manchúes se retiraran, Namhanseong permaneció intacta hasta el reinado del rey Sukjong, quien la amplió y añadió Pongamseong en la esquina noreste en 1686. En 1693 se construyó otro anexo, Hanbongseong, al este de la fortaleza. Se realizaron más obras durante el reinado del rey Yeongjo (1724–76). Los parapetos de ladrillo gris datan de 1778, durante el reinado del rey Jeongjo.

## Parque Provincial Namhansanseong
La fortaleza se abandonó y se deterioró lentamente hasta 1954, cuando fue designada parque nacional y se realizó una gran cantidad de reparaciones. La zona de la fortaleza albergaba en la antigüedad nueve templos, junto con varios puestos de mando y torres de vigilancia. En la actualidad solo sigue en pie un puesto de mando, Seojangdae (西將台), y un templo, Changgyeongsa. Hay otros templos más recientes en el camino hacia la puerta sur y los muros de la fortaleza. Se han restaurado las puertas norte, sur y este.
Seojangdae es donde estuvo Injo durante el sitio manchú de 1636. En 1751 se añadió la segunda planta del edificio, momento en el que el pabellón recibió otro nombre, Mumangnu (無忘樓), que significa "Torre Inolvidable". Aparentemente, este nombre se refiere a la vergüenza inolvidable de la rendición a los manchúes. El santuario de Chonggyedang data del mismo período, y fue construido en honor a Yi Hoe, quien fue ejecutado equivocadamente por sus responsabilidades en la construcción de la parte sur de Namhansanseong.
Varios lugares menos importantes históricamente, como Sungnyeoljeon (崇烈殿, erigido en 1638) y Chimgwajeong, están asociados con el antiguo soberano Onjo de Baekje. Cerca de la muralla oeste estaba Songsu-tap (頌壽塔), una torre con un fénix de metal en la cima, erigida para conmemorar el 80 cumpleaños del presidente Syngman Rhee en 1955. Después de que el gobierno de Rhee fuera derrocado en la Revolución Estudiantil de 1960, el monumento fue destruido.

Vista del centro de Seúl desde la muralla de la fortaleza (haga clic en la imagen para ampliar).

## En la cultura popular
- La novela Namhansanseong del escritor surcoreano Kim Hoon está basada en la segunda invasión manchú de Corea en 1636, cuando el Rey Injo de Joseon se refugió en la fortaleza.[2]

- El musical Namhansanseong, de 2009, está basado en la novela homónima, pero se centra en las vidas de la gente común y su espíritu de supervivencia durante situaciones duras. Está protagonizada por Yesung de la boy band Super Junior como el villano "Jung Myung-soo", un intérprete convertido en criado. Se representó desde el 9 de octubre hasta el 14 de noviembre en la Ópera del Seongnam Arts Center.[3]

### Representaciones en televisión
- Dae Jang Geum (2003)
- Dong Yi (2010)
- Los cazadores de esclavos (2010)

## Galería de imágenes

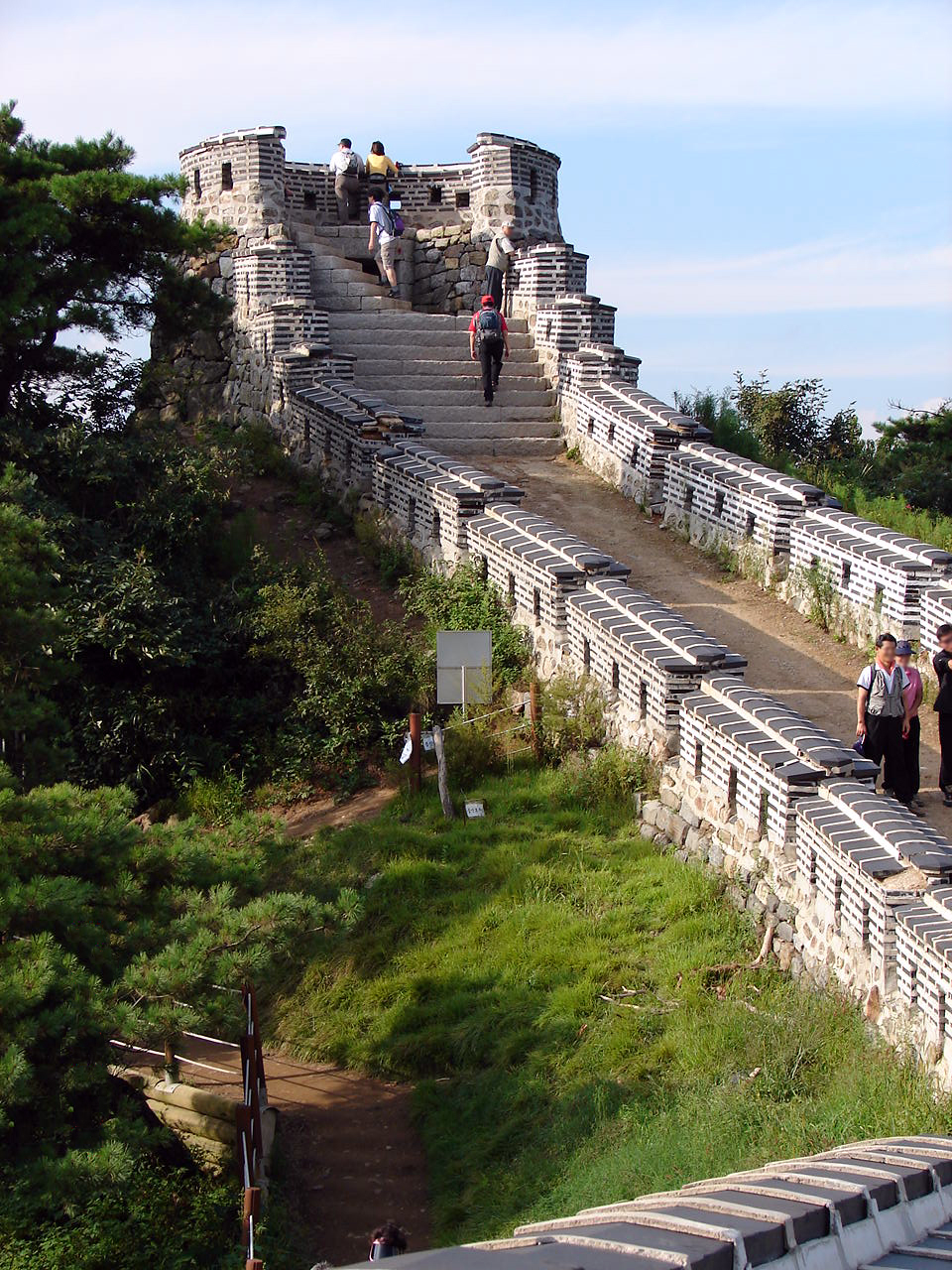
Un mirador en Namhansanseong.
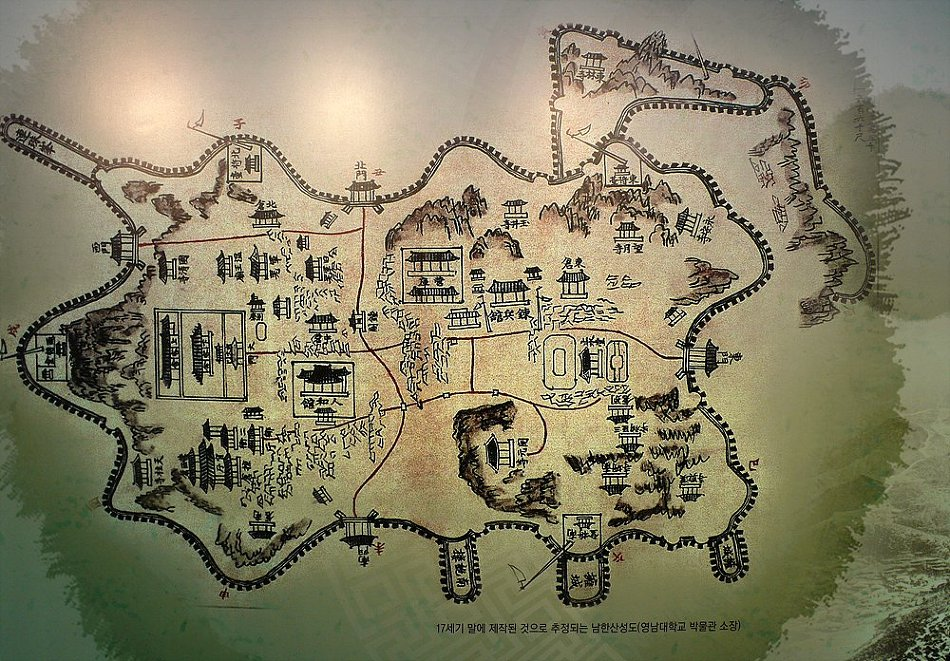
Antiguo mapa de Namhansanseong.
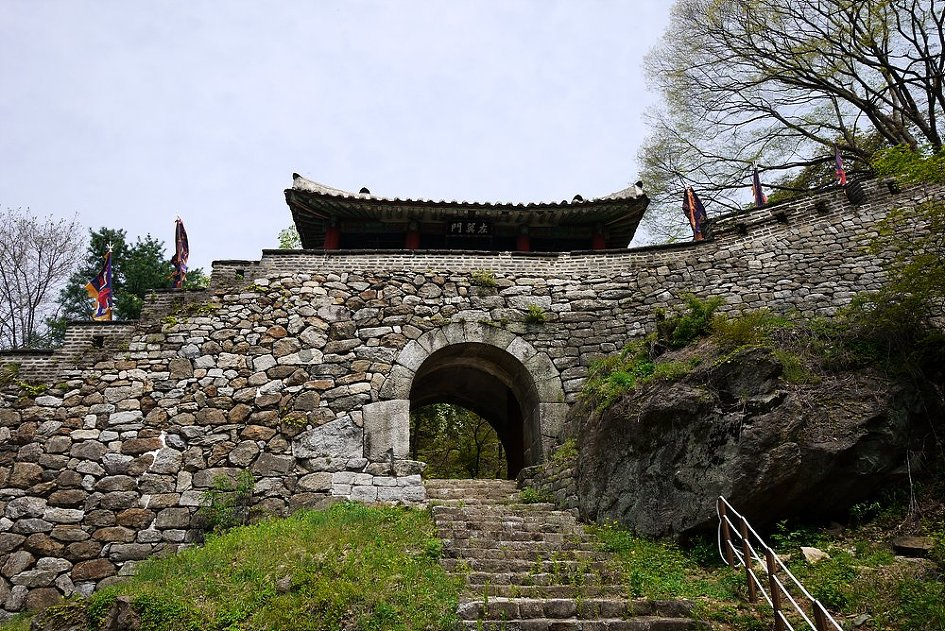
La puerta este de Namhansanseong.
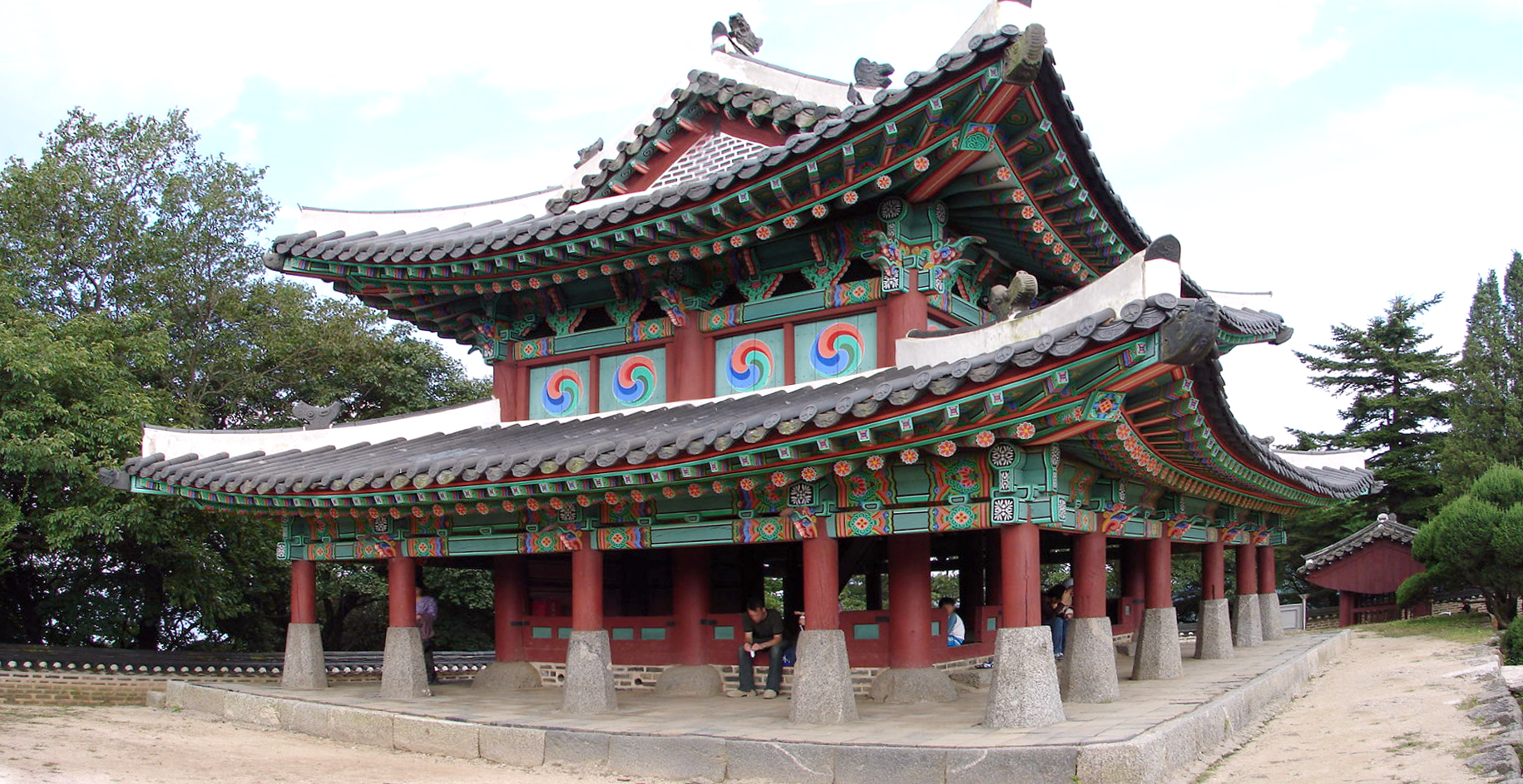
El puesto de mando Suejongdae.
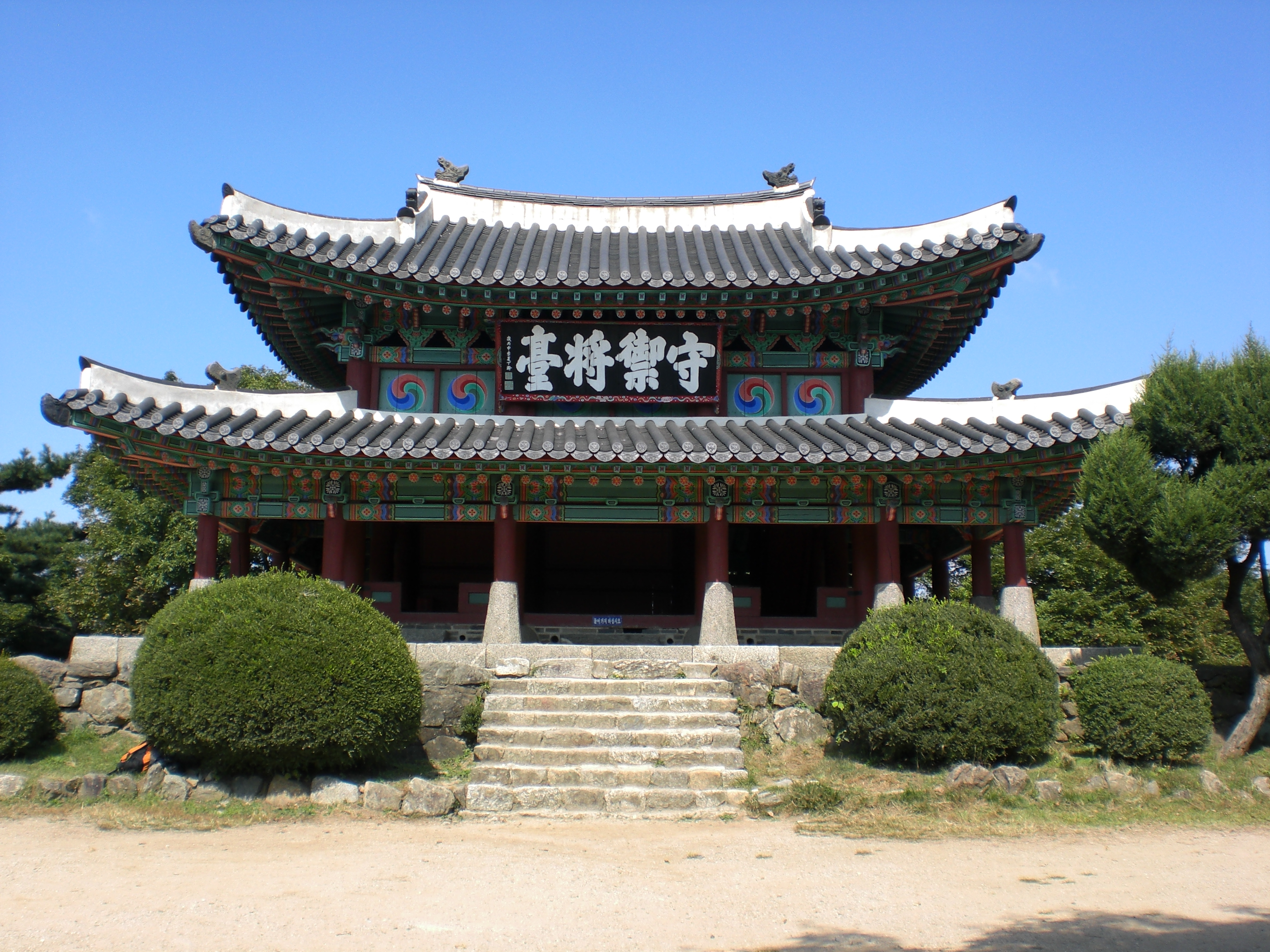